# Néprajzi és Népművészeti Múzeum (Nagybánya)
A nagybányai Néprajzi és Népművészeti Múzeum műemléknek nyilvánított múzeum Romániában, Máramaros megyében. A romániai műemlékek jegyzékében az MM-II-a-A-04433 sorszámon szerepel.